# Yokubō no Yukue: Kodomo o Sei no Taishō to suru Hitotachi
《Yokubō no Yukue: Kodomo o Sei no Taishō to suru Hitotachi》（標題大意：《欲望的走向：把兒童視作性對象的人們》）是香月真理子撰寫的書籍，於2009年由朝日新闻出版推出到市面。

## 背景
香月真理子6歲時曾被陌生人性侵害，長大後為這段經歷所困，但與此同時沒有怪責該名陌生人，不過也因此為該一經歷的發生地點留下負面印象。20多歲時曾為同人誌《季刊午前》撰寫小說。之後於編輯專門公司任職。2005年開始成為自由撰稿人。由於好奇小時候侵害自己的那位陌生人「究竟是誰」，但又很難找到當事人，於是改找另外一些對兒童有性興趣的人及相關人士作訪談，希望增加認識，最後以此為基礎撰寫成書。在成書後，她改變了對發生侵害的地點的看法。

## 內容
著作收錄了作者與對兒童有性興趣的人（在日本常稱為蘿莉控或戀童者）及相關人士的訪談記錄，包括以該一興趣為題撰寫小說的人、日本少年偶像的照顧者和為他們拍攝泳裝作品的攝影師、曾侵害男童並為此參與支援小組的更生人士、希望孩童永遠是孩童的前教師。作者在訪談期間雖認識到他們的說話內容有矛盾，但還是基於自身非專業人士的身份和「想創造對話空間」，而不會批評他們，或強制導向某一結論。她認為社會雖應防止再有人被害，但也應意識到社會上存在一群無法改變自身性偏好的人，加劇有關審查可能只會引起反效果。反應思考的是應如何對待這些人，跟他們共同生活。

## 評價
西日本新聞社的塚崎謙太郎把該本著作推薦給「矯正性犯罪者和為自己的性興趣苦惱」的人。《每日新聞》的高橋咲子認為作者指出「加重罪則可能無助解決問題」的內容「意味深長」。